# カップライス
カップライス(CUP RICE)は、1975年（昭和50年）に日清食品から発売された加工米飯。同社のヒット商品であるカップヌードル同様、カップに半調理品の飯が入っており、湯を注いで数分待ち、湯を切り、数分間蒸らすことで飯料理ができあがる。後の平成・令和期のカップ入り加工米飯の名称が「即席カップライス」と表記されているが、本記事では昭和期に日清から発売された同商品について述べる。

## 開発・発売の経緯
余剰米の処理に悩んでいた当時の食糧庁長官・三善信二が、当時の日清の社長である安藤百福に「カップヌードルのように手軽に食べられるものはできないか」と相談を持ちかけたことが開発のきっかけである。
前身となったのは、1967年（昭和42年）に同社から発売された即席飯商品「日清ランチ」である。不評であった同商品の反省点から、油熱処理に熱風処理を加えることで脱脂を行なうなど、日清ランチの欠点を徹底的に解消することに重点を置かれた。
発売前年の1974年（昭和49年）に政府の重鎮たちを招いて行われた試食会では、軍人経験を持つ園田直が、火の使えない戦場で干飯で食事を凌いだ逸話を引合いにだし「あのときこれがあったら」と語り、ほかの出席者たちからも好評であった。日本経済団体連合会当時の会長である土光敏夫も、米食文化復興のために、大いに期待を寄せていた。同年に東京都の銀座の歩行者天国で行なわれた試食会でも大人気となった。新聞紙上で「奇跡の食品」「米作農業の救世主」と報じられるなど、マスコミからも絶賛された。
発売時のラインナップは、エビピラフ、ドライカレー、チキンライス、五目寿司、赤飯、中華シチュー、鮭茶漬けの7種類で、値段は中華シチューが160円、ほかは200円であった。正式発売の1975年以来の売れ行きはしばらくは順調であった。「即席のご飯」という商品のもの珍しさ、また当時はピラフという料理自体が珍しかったことも売れ行きに繋がった。このことで日清では、製造にほぼ年間利益に匹敵する30億円をつぎ込んでいた。カップヌードル同様、自動販売機による販売も行われた。

## 撤退へ
しかし発売から1か月後には、売れ行きは激減に陥った。安藤百福自らがスーパーマーケットに赴いて買物客相手に調査したところによれば、日清ランチと同様「高すぎる」「ラーメンは自宅で作ることは難しいが、飯なら自宅で炊ける」ということが、カップライスを敬遠する理由であった。当時、米は麺の主材料であるコムギの5倍も費用がかかることが割高に繋がり、店によってはカップライス1個の値段で特売品のインスタントラーメンが6個から10個も買えることもあった。これは前身の日清ランチですでに露見していた欠点である。カップライスの隣でラーメン5個100円の特売をしている店舗もあった。
自宅で炊く飯と比較すればどうしても食感が落ちたとの意見もあり、前述の試食会の好評さとは逆に、実際に食べた消費者からは、味が良くないとの意見もあった。加えて、湯を入れるだけで済むカップ麺と違い、カップライスは湯切りが必要なことも、敬遠の理由に挙げられた。湯を入れるだけで調理できるカップライスはアウトドアや非常食には向いているが、日清は日常食としての簡便さを狙っており、その狙いが需要とずれているとの見方もあった。
日清社内では、時間をかけて消費者の需要を掘り起こそうとの意見がほとんどだったが、米食文化の根づいている日本ではカップライスの需要がないこと、このままではインスタントラーメン製造にまで悪影響が及びかねないとの安藤の判断により、カップライスは製造中止に至った。ただし製造中止になったのは1990年頃である。カップライスの製造過程は日清ラ王にとって代わられ、後にラ王は大ヒット商品に昇りつめている。

## ジャンルの復活
食品業界の王者とされた日清食品がカップライスで失敗したことで、同業界では即席飯は成功しないことが半ば常識化し、この風潮は1988年（昭和63年）の佐藤食品工業（現サトウ食品）の包装米飯「サトウのごはん」の成功まで続いた。その後、日清はカップライスの反省をいかし、日清GoFanを経て、後のカップヌードルごはん、カレーメシをはじめとするカップメシなどの成功へと繋げている。このカップヌードルごはんもまた、調理法は違えど、カップ入りの即席の加工米飯には違いないことから、安藤の先見の明を評価する声もある。